# Atiba Hutchinson
Atiba Hutchinson (Brampton, Ontario, 8 februari 1983) is een Canadees oud-profvoetballer met ouders uit Trinidad en Tobago die doorgaans als middenvelder speelde.  Hutchinson speelde tussen januari 2003 en 2023 in het Canadees voetbalelftal. 

## Carrière
Gedurende zijn loopbaan hebben coaches Hutchinson zowel verdedigend als aanvallend opgesteld. Na gespeeld te hebben voor teams in de Canadian Soccer League en in de USL First Division, haalde het Zweedse Östers IF Hutchinson in 2003 naar Europa. Östers was net gepromoveerd naar de Allsvenskan, maar degradeerde na afloop van dat seizoen weer. Hutchinson bleef niettemin op het hoogste niveau spelen omdat Helsingborgs IF hem aantrok.

### FC Kopenhagen
Hutchinson verhuisde in juli 2006 naar FC Kopenhagen . Daar haalde trainer Ståle Solbakken hem uit zijn meer verdedigende rol op het middenveld en gebruikt hij de Canadees sindsdien als ondersteuning voor de aanvallers. Met Kopenhagen werd Hutchinson in de seizoenen 2005-06, 2006-07, 2008-09 en 2009-10 Deens landskampioen en won hij in 2008-09 ook de nationale beker. Zijn spel viel op bij de technische staf van PSV, dat datzelfde seizoen twee keer tegen Kopenhagen speelde in het kader van de UEFA Europa League.
In het seizoen 2006-07 kwalificeerde Hutchinson zich met Kopenhagen voor het hoofdtoernooi van de UEFA Champions League door in de derde voorronde AFC Ajax uit te schakelen. Een jaar later liep hij met zijn ploeg het hoofdtoernooi mis door in de derde voorronde van SL Benfica te verliezen. In de jaargang 2009-10 zette APOEL Nicosia Kopenhagen voortijdig de voet dwars.

### PSV
Op 22 april 2010 tekende Hutchinson een contract bij PSV, dat hem met ingang van het seizoen 2010-11 voor drie seizoenen aan de club verbond. Hij kreeg er het shirt met rugnummer dertien, waar hij heel zijn leven al in speelt en dat hijzelf beschouwt als zijn geluksnummer. Het begin van het seizoen 2011-12 miste de Canadees wegens een knieblessure waaraan hij meermaals werd geopereerd. In zijn derde seizoen bij PSV werd hij door de nieuwe trainer Dick Advocaat voornamelijk gebruikt als rechtsback. In december 2012 gaf hij aan zijn aflopende contract bij PSV niet te verlengen.

### Besiktas
Hutchinson tekende een in eerste instantie tweejarig contract bij Beşiktaş JK. Daarmee werd hij in zowel het seizoen 2013/14 als 2014/15 derde in de hoogste Turkse voetbalklasse. Vlak voor zijn verbintenis afliep, tekende hij in juni 2015 bij tot medio 2017. Hutchinson werd in zowel het seizoen 2015/16, 2016/17 als 2020/21 Turks landskampioen met Beşiktaş. In 2023 hing hij zijn voetbalschoenen aan de wilgen.

## Clubstatistieken
| Seizoen                    | Club                       | Competitie                          | Wedstrijden | Doelpunten |
| -------------------------- | -------------------------- | ----------------------------------- | ----------- | ---------- |
| 2002                       | York Region Shooters       | Canadian Professional Soccer League | -           | -          |
| 2002                       | Toronto Lynx               | USL First Division                  | 4           | 0          |
| 2003                       | Östers IF                  | Allsvenskan                         | 24          | 6          |
| 2004                       | Helsingborgs IF            | Allsvenskan                         | 24          | 0          |
| 2005                       | Helsingborgs IF            | Allsvenskan                         | 25          | 6          |
| 2005/06                    | FC Kopenhagen              | SAS Ligaen                          | 13          | 1          |
| 2006/07                    | FC Kopenhagen              | SAS Ligaen                          | 32          | 4          |
| 2007/08                    | FC Kopenhagen              | SAS Ligaen                          | 31          | 8          |
| 2008/09                    | FC Kopenhagen              | SAS Ligaen                          | 33          | 6          |
| 2009/10                    | FC Kopenhagen              | SAS Ligaen                          | 30          | 3          |
| 2010/11                    | PSV                        | Eredivisie                          | 33          | 2          |
| 2011/12                    | PSV                        | Eredivisie                          | 14          | 0          |
| 2012/13                    | PSV                        | Eredivisie                          | 33          | 2          |
| 2013/14                    | Besiktas                   | Süper Lig                           | 30          | 1          |
| 2014/15                    | Besiktas                   | Süper Lig                           | 30          | 2          |
| 2015/16                    | Besiktas                   | Süper Lig                           | 34          | 2          |
| 2016/17                    | Besiktas                   | Süper Lig                           | 28          | 1          |
| 2017/18                    | Besiktas                   | Süper Lig                           | 25          | 2          |
| 2018/19                    | Besiktas                   | Süper Lig                           | 27          | 4          |
| 2019/20                    | Besiktas                   | Süper Lig                           | 30          | 6          |
| 2020/21                    | Besiktas                   | Süper Lig                           | 36          | 4          |
| 2021/22                    | Besiktas                   | Süper Lig                           | 25          | 1          |
| 2022/23                    | Besiktas                   | Süper Lig                           | 5           | 1          |
| Bijgewerkt op 18 juni 2023 | Bijgewerkt op 18 juni 2023 | Totaal                              | 566         | 62         |

## Erelijst
Kopenhagen
- SAS Ligaen

2005/06, 2006/07, 2008/09, 2009/10
- Deense voetbalbeker

2008/09
 PSV
- KNVB beker

2011/12
- Johan Cruijff Schaal

2012
 Beşiktaş JK
- Süper Lig

2015/16, 2016/17, 2020/21
- Beker van Turkije

2020/21
- Turkse Supercup

2021